# Униря Триколор
«Униря Триколор» (рум. Unirea Tricolor București) — бывший румынский футбольный клуб из города Бухарест.

## История
«Триколор», первое название которого было «Тейул», был создан в 1914 году в районе Обора несколькими учениками средней школы. Среди первых игроков был Костел Рэдулеску, тренер и менеджер сборной Румынии 1930-х годов и один из основателей современной системы национальных чемпионатов (системы лиг).
После Первой мировой войны клуб стал чемпионом Бухарестской области и играл в финальном турнире национального чемпионата.
В 1919/20 годах они один раз заняли второе место в Лиге I и один раз выиграли национальный чемпионат в 1920/21 годах. В 1921/22 годах клуб был выбит в полуфинале «Викторией Клуж» после того, как команда из Бухареста не явилась, и проиграла игру со счетом 0-3, по административному решению.
23 сентября 1923 года команда выигрывает первую игру румынского клуба против бывшего югославского клуба («Београдски» Белград: 2-1).
В 1926 году она объединилась с футбольным клубом «Униря», получив название «Униря Триколор».
Президентом и владельцем команды был Николае Луческу, а известным публичным персонажем вокруг «Униря Триколор» был Тити Баросану, лидер болельщиков.
В сезоне 1950 года «Динамо Б» «(Униря Триколор») переехало в Брашов как «Динамо Брашов», в 1957/1958 годах оно снова переехало, на этот раз в Клуж-Напоку, чтобы исчезнуть после сезона 1957/58 годов, когда команда была распущена, а игроки были переведены в «Динамо» Бакэу.